# Die Katze kennt den Mörder
Die Katze kennt den Mörder (Originaltitel: The Late Show)  ist eine 1976 entstandene, US-amerikanische Kriminalkomödie im Film-noir-Stil von Robert Benton mit Art Carney und Lily Tomlin in den Hauptrollen.

## Handlung
Ira Wells hat seine besten Jahre als Privatdetektiv längst hinter sich: Er ist alt, leidet unter so manchem körperlichen Gebrechen und ist auch finanziell stets klamm. Als wortkarger Einzelgänger ist ihm auch nicht gerade nach intensiven sozialen Kontakten. Eines Nachts torkelt sein früherer Kollege Harry Regan in Iras Zimmer, das dieser in einer Pension bewohnt. Der ist gerade an einem Fall dran, der ihm offensichtlich zum Verhängnis wurde, denn wenig später ist der schwer verletzte Harry tot. Ira, der eigentlich wenig Lust noch Kraft besitzt, sich auf einen gefährlichen neuen Fall einzulassen, ist anderseits auch nicht bereit, den Tod seines Kollegen einfach so auf sich beruhen zu lassen und geht den Dingen nach. Eine Spur führt zum Schmalspurhehler Ronnie Birdwell, dem er daraufhin einen Besuch abstattet. An Birdwells Seite befindet sich eine Schlägertype namens Lamar, Birdwells Leibwächter. Und der ist angesichts der Fragen, die Ira seinem Chef stellt, nur allzu gern bereit, den alten Privatdetektiv ordentlich zu verprügeln. Doch die Ganoven sind erstaunt, dass sie mit Ira nicht einfaches Spiel haben, sondern dass dieser durchaus imstande ist, ordentlich auszuteilen.
Bei der Beerdigung Harrys lernt Ira Margo Sperling kennen, die sein Informant Charlie Hatter ihm vorstellt. Margo ist das genaue Gegenteil von Ira. Sie ist extrem kontaktfreudig und anhänglich und quasselt ohne Unterlass. Ihren Lebensunterhalt verdient die Frau mittleren Alters offiziell als Künstleragentin, de facto aber mit dem Verkauf von Marihuana. Margo bittet die Spürnase nach ihrer verschwundenen Katze Winston zu suchen, die von ihrem Bekannten Brian Hemphill, dem sie noch 500 Dollar schuldet, „entführt“ wurde und von dem nur gegen „Lösegeld“ freigelassen werde. Ira hat keinerlei Lust, seine Zeit mit der Suche nach dem vierbeinigen Fellknäuel zu vergeuden, ändert aber seine Meinung, als er herausbekommt, dass auch Harry bei seinem ultimativen Auftrag in den „Fall Winston“ involviert war. Auftraggeberin Margo erweist sich als überaus anhänglich; fortan weicht sie Wells, der von ihrer Art mehr als genervt ist, nicht mehr von der Seite. Bald muss aber auch Ira erkennen, dass die Katzen-Klientin, die sich als seine neue Detektivpartnerin andient, nicht nur eine fürchterliche Nervensäge ist, sondern auch ihre guten Seiten besitzt, vor allem bei der Auflösung seines eigenen Falls. Mehr und mehr beginnen die beiden so unterschiedlichen Charaktere als Team zu funktionieren.
Es stellt sich heraus, dass die Ermordung Harrys in engem Zusammenhang mit einem 50.000-Dollar-Briefmarkenraub und einer Reihe von weiteren Morden steht. Unter den Toten befand sich auch das Ehepaar Whiting, das wiederum mit Ron Birdwells seit drei Tagen verschwundener Ehefrau Laura Kontakt hatte. Und dann gibt es auch noch einen weiteren Toten in einem Kühlschrank, einen gewissen Escobar. Die Dinge werden immer komplizierter, aber Stück für Stück kann Ira mit Margos Hilfe das Knäuel der Verstrickungen zwischen den Birdwells, den Whitings und Harry Regan entwirren. In Margos Wohnung kommt es schließlich zu einer gefährlichen Situation mit den skrupellosen Gegnern. Neben Mord war auch noch eine Erpressung, nämlich die von Laura Birdwell, im Spiel. Auch der tote Harry war längst nicht so rein und edel, wie sein Kompagnon Ira bislang stets geglaubt hatte, sondern war an der Erpressung beteiligt. Und selbst die Tatwaffe, eine 7,65-mm-Pistole, hat in diesem Puzzle eine Bedeutung. Die wurde nämlich ausgerechnet von Katze Winston „in Gewahrsam“ genommen.
Beim großen Shoot-out-Finale bringen sich die heimtückischen Schurken gegenseitig um: Ronnie Birdwell erschießt Charlie Hatter, der wiederum dessen Leibwächter Lamar tötet. Um nicht auch umgebracht zu werden, erschießt Ira wiederum Birdwell, den er als Harrys Mörder enttarnt hat. Am Ende ist Winston zurück bei Frauchen, und Ira und Margo haben sich zusammengerauft und den vertrackten Fall gelöst. Da Ira von seiner Vermieterin angesichts all der Turbulenzen der vergangenen Tage und Wochen vor die Tür gesetzt wurde, fragt er Margo, ob ihr Nachbarapartment noch immer frei sei. Ob sich zwischen den beiden daraus berufliche oder private Bindungen entwickeln, lässt der Film offen, denn gleich danach beginnen sich die beiden schon wieder zu kabbeln.

## Produktionsnotizen und Wissenswertes
Der Film, weitgehend eine augenzwinkernde Hommage der 1970er Jahre gegenüber 1940er-Filmdetektiven wie Philip Marlowe und Sam Spade, entstand innerhalb von acht Wochen überwiegend im September und Oktober 1976 und erlebte seine Uraufführung am 10. Februar 1977 in New York City. Die deutsche Erstaufführung von Die Katze kennt den Mörder fand am 23. September 1977 statt.
Das Lied „What Was“ wurde von Ken Wannberg komponiert und von Bev Kelly gesungen. Der Text stammt von Stephen Lehner.
Howard Duff, der den zu Beginn des Films tödlich verwundeten Detektiv-Partner Art Carneys verkörperte, war der erste Sam Spade in für das Radio produzierten Detektivgeschichten (1946 bis 1950).

## Nominierungen und Auszeichnungen
Die Beteiligten an diesem Film wurden mit zahlreichen Preisen bedacht bzw. für ebensolche nominiert:
- Berlinale 1977: Lily Tomlin wurde mit dem Silbernen Bären ausgezeichnet, Robert Benton für den Goldenen Bären als Bester Regisseur nominiert.
- National Society of Film Critics Awards, 1977: Gewinner war Art Carney als Bester Hauptdarsteller, Bill Macy wurde als bester Nebendarsteller nominiert
- New York Film Critics Circle Awards, 1977:  Bill Macy wurde als bester Nebendarsteller nominiert.
- Oscarverleihung 1978: Robert Benton erhielt eine Oscar-Nominierung für das Beste Originaldrehbuch
- Golden Globe Awards 1978: Lily Tomlin erhielt eine Nominierung als beste Hauptdarstellerin
- Writers Guild of America 1978: Robert Benton erhielt für sein Drehbuch eine Nominierung für den WGA Award
- British Academy Film Awards 1978: Lily Tomlin wurde als beste Hauptdarstellerin nominiert
- Edgar Allan Poe Awards 1978: Den Filmpreis Edgar für den besten Film gewann Robert Benton

## Kritiken
Die Kritiken im In- und Ausland überschlugen sich nahezu:
Die amerikanischen Kritiken:
US-Starkritikerin Pauline Kael schrieb: „The Late Show lässt niemals nach, der Schnitt ist von Lou Lombardo (der oft mit Robert Altman gearbeitet hat) und Peter Appleton, und ich kann mich an keinen Thriller aus den 40er Jahren erinnern, der so straff ist wie dieser oder der die Spannung derart aufrecht erhält. (…) The Late Show ist schnell und aufregend, aber es ist genau gekommen kein Thriller.“
In der New York Times urteilte Vincent Canby, der Film sei eine “lustige, straff konstruierte, kenntnisreiche, liebevolle Fete, an der wir alle teilnehmen können.”
In Variety konnte man lesen, Benton habe “Carney und Tomlin die Freiheit gelassen, zwei extrem sympathische Charaktere zu erschaffen. Beide Auftritte werfen einen um …”
Gary Arnold meinte in der Washington Post sah in dem Film „eine bescheiden konzipierte, aber überraschend befriedigende Unterhaltung, ein Detektiv-Melodram, das modern aussieht und klingt und dabei die Traditionen und Konventionen des Genres respektiert.“
Roger Ebert lobte in der Chicago Sun-Times, The Late Show sei „vor allem ein Film, der viel wagt … und uns unterhält, ohne unsere Intelligenz zu beleidigen.“
Die deutschen Kritiken:
Ponkie befand 1977 in der Münchner Abendzeitung: „Ein Prachtstück klassischen Privatdetektiv-Kinos“
In der Süddeutschen Zeitung konnte man lesen: „… mit soviel Witz und Suspense, daß man vom reinen Kinovergnügen bald überwältigt wird“.
Die Kölnische Rundschau befand: „Ein schieres Vergnügen … vom Bild und Dialog her so perfekt wie zu Hollywoods besten Tagen“.
In der Berliner Morgenpost hieß es: „Der brabbelnde Alte und das irre Früchtchen sind nun wirklich ein hervorragendes Paar … Witzige Dialoge, eine irrwitzige Verfolgungsjagd – das alles macht Spaß und unterhält gescheit für anderthalb schicke Kinostunden.“
Die Frankfurter Allgemeine urteilte: „Das gehört zu den größten Erlebnissen, die uns das amerikanische Kino in den letzten Jahren bescherte. (…) Der Film besitzt jene seltene Qualität, wie sie auch im neuen, im vergnügten Hollywood nur alle paar Jahre einmal zusammenkommt.“
Im Lexikon des Internationalen Films heißt es: „Von Witz und Ironie sprühende Mischung aus Detektivfilm und -parodie, brillant inszeniert und gespielt.“
Auch die Fachzeitschrift Cinema zeigte sich begeistert: „Was den Spaß an der ganzen Geschichte ausmacht, das ist das Zusammenspiel der beiden Hauptdarsteller. (…) Wie sich die späte Jungfrau an den alten Schnüffler heranquatscht, wie sie ihn pausenlos redend immer mehr um den Finger wickelt, das ist bestes Boulevardkino. (…) Für ein Erstlingswerk hat Robert Benton Beträchtliches geleistet, wenn auch – verständlicherweise – die Dialoge dominieren. Was es zu sehen gibt, ist reelles Handwerk. Beeindruckender ist Lily Tomlyns Mundwerk.“
In Kay Wenigers Das große Personenlexikon des Films ist in Carneys Biografie Folgendes zu lesen: „Eine weitere Glanzleistung gelang ihm 1976 mit dem schrulligen, abgehalfterten und herzkranken Detektiv auf Mördersuche in der vor Witz und Charme der beiden Hauptdarsteller Carney und Lily Tomlin sprühenden Krimikomödie ‚Die Katze kennt den Mörder‘.“ Bei Lily Tomlin heißt es in dem gleichen Werk: „‚Die Katze kennt den Mörder‘ war eine gelungene, äußerst amüsante Mischung aus film noir-Detektivthriller und kauziger Comedy um zwei vom Schicksal gebeutelte, alleinlebende Loser.“